# Волоочко сокорське
Волоочко сокорське (Troglodytes sissonii) — вид горобцеподібних птахів родини воловоочкових (Troglodytidae). Ендемік Мексики.

## Назва
Вид названо на честь консула США у місті Масатлан Ісаака Сіссона (1828—1906).

## Поширення
Поширений лише на острові Сокорро на сході Тихого океану біля західного узбережжя Мексики. Мешкає в посушливих низинних чагарниках, заростях опунцій і напівлистяних лісах. Вид досить поширений на острові і трапляється на всіх висотах.